# Special-shapes
Een special shape is een heteluchtballon die een bijzondere vorm heeft. De vorm kan een huis, een tandpastatube, de kop van Mickey Mouse of iets anders zijn. Er bestaat zelfs een special-shape die er van een afstand uitziet als een ballon die ondersteboven vaart (met een namaakmand bovenaan, terwijl de echte mand nauwelijks zichtbaar is).
Meestal wordt een special shape om commerciële redenen gemaakt. Ze zijn vaak te zien tijdens luchtballonfestivals. 
Voor een special shape is relatief veel ballonstof nodig om een ballon met een bepaalde inhoud te verkrijgen.

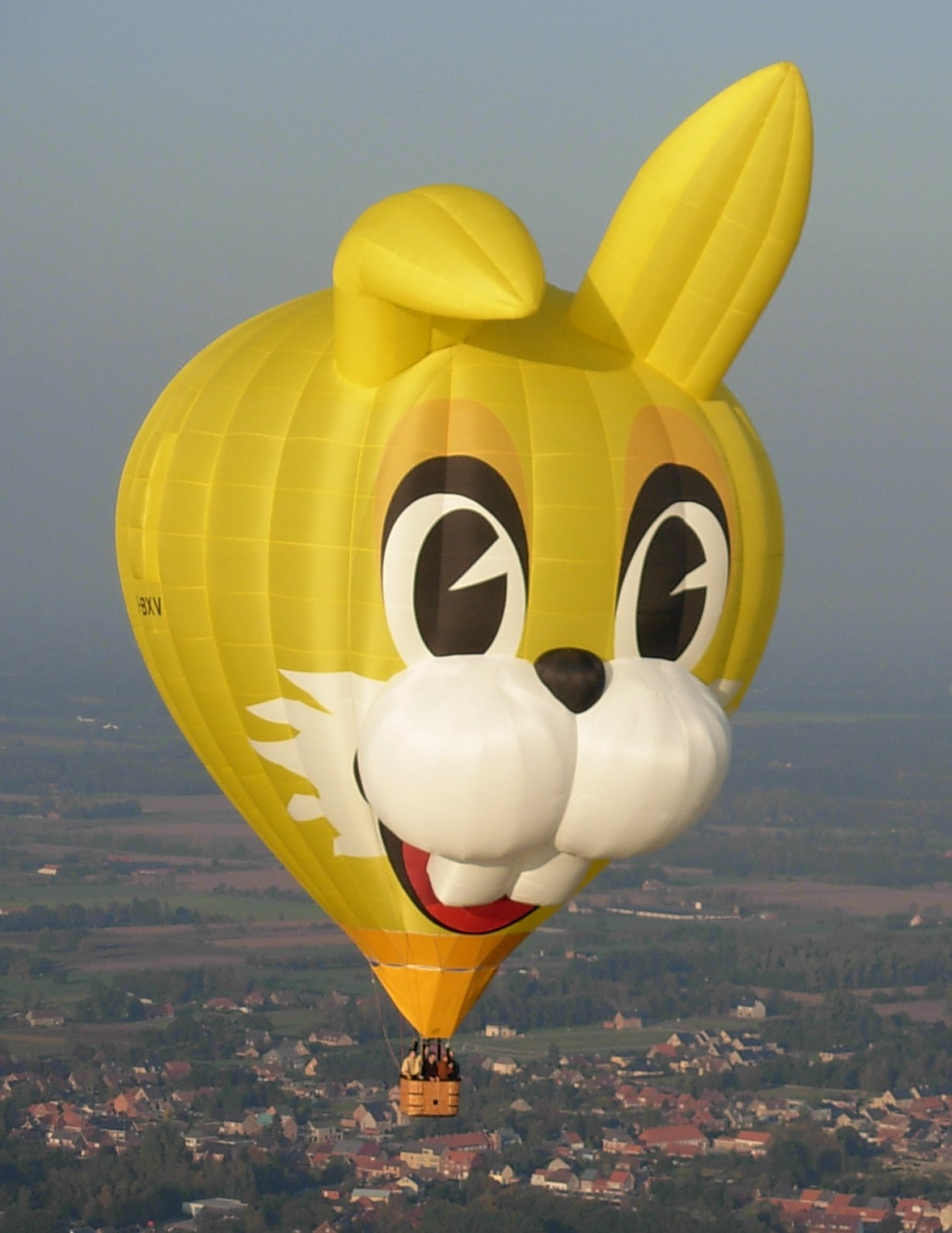
'Funny Bunny' Special Shape
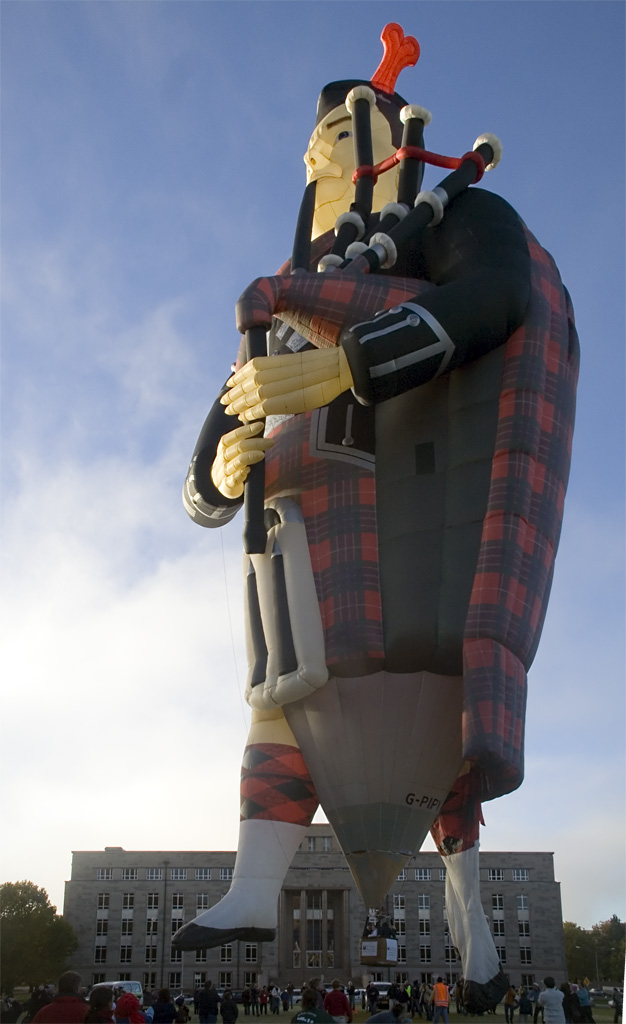
Canberra Balloon Fiesta 2006
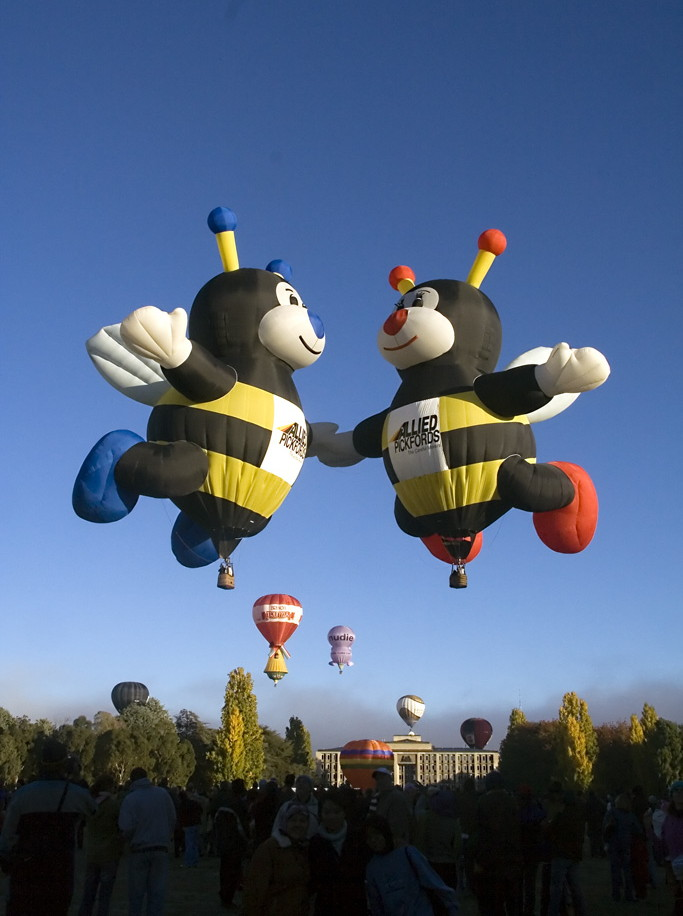
Canberra Balloon Fiesta 2006
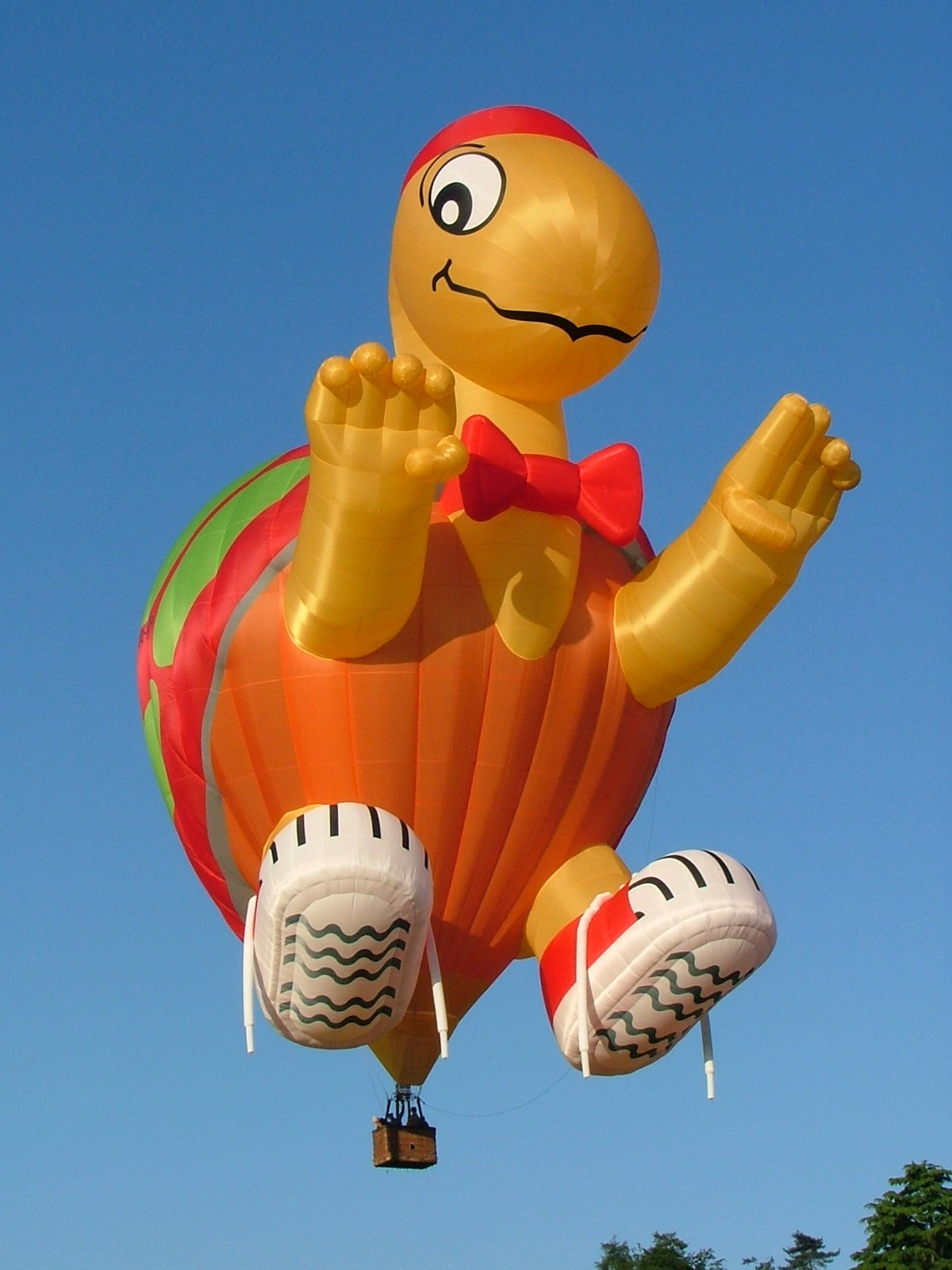
'Ferrara Balloons Festival'
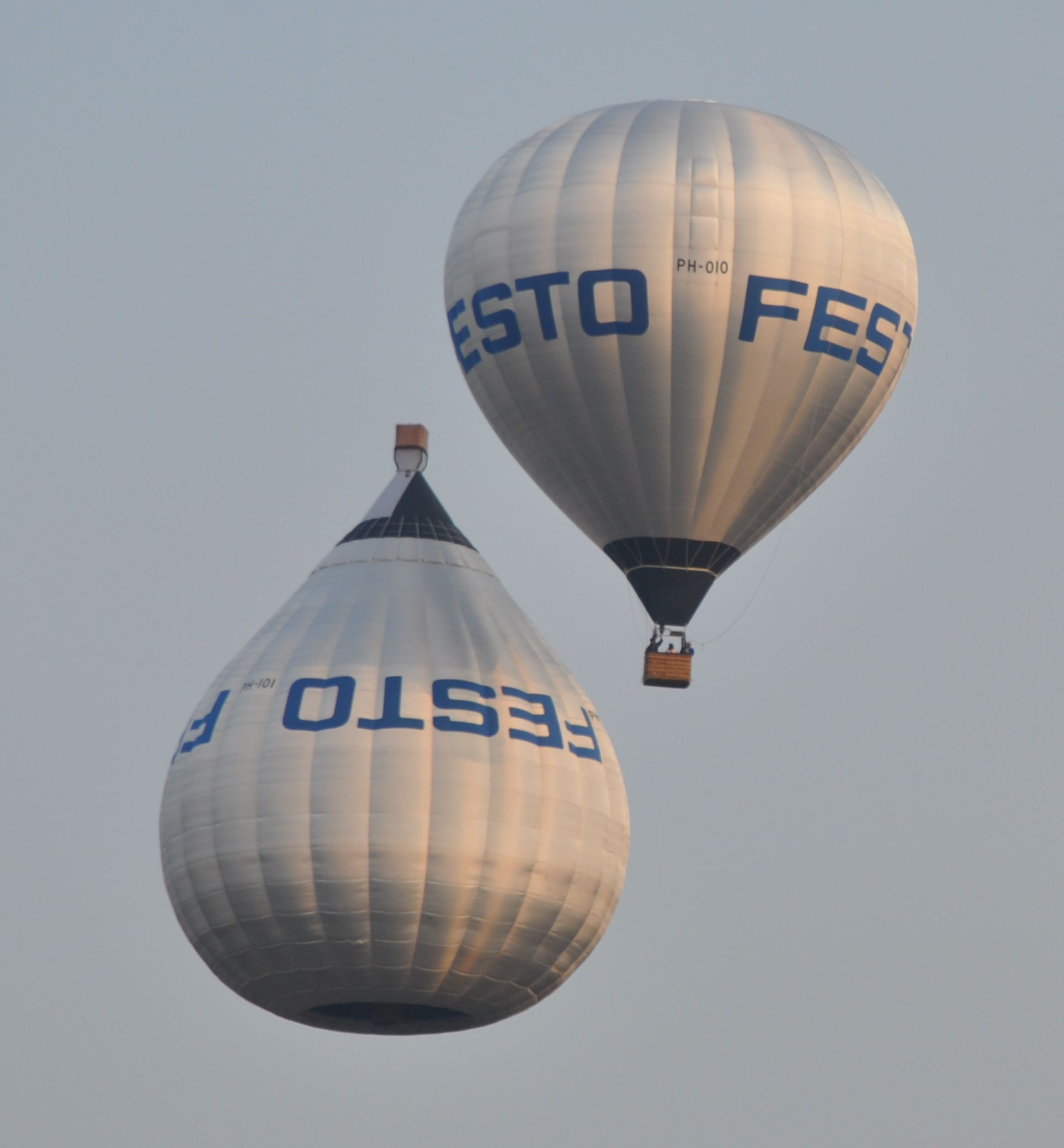
Vredefeesten 2014 in Sint-Niklaas
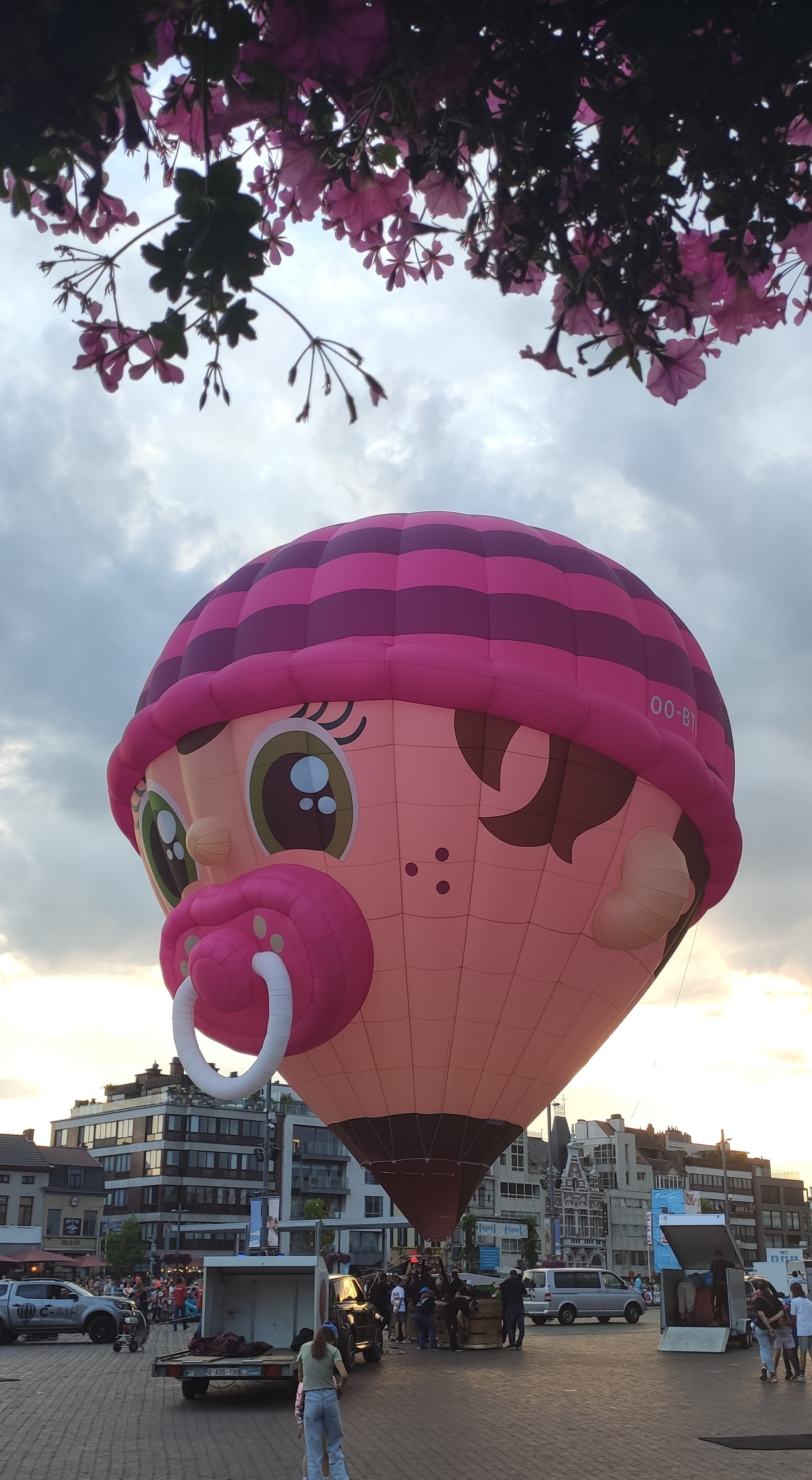
Vredefeesten 2022 in Sint-Niklaas